# Công giáo tại Thái Lan
Giáo hội Công giáo ở Thái Lan là một phần của Giáo hội Công giáo Hoàn vũ, dưới sự lãnh đạo tinh thần của Giáo hoàng ở Vatican.
Theo thông tin của Danh mục Kỷ yếu Công giáo, có 292.000 người Công giáo ở Thái Lan, chiếm 0,46% tổng dân số. Có 11 giáo phận với 436 giáo xứ và 662 linh mục.

## Lịch sử
Dấu mốc lịch sử đầu tiên đầu tiên được ghi nhận bởi John Peter Maffei về nỗ lực giới thiệu Cơ đốc giáo đến Thái Lan. Ông cho biết rằng khoảng năm 1550 một người Pháp gốc Pháp, Bonferre, nghe về vương quốc lớn của người ngoại giáo và người Xiêm ở phương Đông, đã đi trên một con tàu Bồ Đào Nha từ Goa đến Cosme (Peguan), trong ba năm, ông rao giảng Tin Mừng, nhưng không thu được kết quả.
Vào năm 1552, thánh Phanxicô Xaviê, viết từ Sancian cho người bạn của ông là Diego Pereira, trong đó bày tỏ mong muốn được đến Xiêm La nhưng ngày 2 tháng 12 năm 1552 ông qua đời, nên ý định này bất thành. Năm 1553, một số tàu Bồ Đào Nha đổ bộ vào Xiêm La, và theo yêu cầu của nhà vua, ba trăm binh sĩ Bồ Đào Nha đã gia nhập vào quân đội của ông. Trong năm sau đó, hai tu sĩ dòng Đa Minh, Fathers Hieronymus of the Cross và Sebastian de Cantù, gia nhập vào số quân này với tư cách là các giáo sĩ. Trong một thời gian ngắn, họ thành lập ba giáo xứ tại Ayutthaya với khoảng 150 người Xiêm đã được cải đạo. Tuy nhiên, cả hai nhà truyền giáo đều bị những người ngoại giáo sát hại (1569), và được thay thế bởi các linh mục Cardoso, John Madeira, Alphonsus Ximenes, Louis Fonseca (tử đạo năm 1600), và John Maldonatus (qua đời năm 1598).

## Thế kỷ 20
Vào đầu thế kỷ 20, có khoảng 23.000 tín đồ Công giáo, 55 nhà thờ và nhà nguyện, đại diện của các đơn hàng tu viện, các tổ chức xã hội và giáo dục (ví dụ: trại trẻ mồ côi, trường học và chủng viện, đại học). Trong thế kỷ 20, nhiều hội dòng Công giáo khác đã đến làm việc tại Thái Lan.
Năm 1975, Văn phòng Công giáo Cứu trợ Khẩn cấp và Người tị nạn được thành lập để bảo vệ các giá trị đạo đức và công tác xã hội, bao gồm cả vấn đề khẩn cấp do những người tị nạn từ Đông Dương tạo ra.
Từ ngày 10 đến 11 tháng 5 năm 1984, Thái Lan đã được Giáo hoàng Gioan Phaolô II viếng thăm, chuyến thăm đầu tiên của một vị Giáo hoàng đến Thái Lan.
Vào ngày 22 tháng 10 năm 1989, các vị tử đạo Thái Lan đã được phong chân phước. Giáo lý viên Philip Siphong Onphitak và sáu người bạn đồng hành đã bị giết vào năm 1940 vì bị nghi ngờ là gián điệp của Pháp.

## Thế kỷ 21
Tính đến năm 2003, có 278.000 người Công giáo ở Thái Lan, chiếm 0,44% tổng dân số.